# Palpita angusta
Palpita angusta es una especie de polillas perteneciente a la familia Crambidae descrita por H. Inoue en 1997. Se encuentra en Nueva Guinea,